# Дамское счастье
«Да́мское сча́стье» (фр. Au Bonheur des Dames) — одиннадцатый роман французского писателя-натуралиста Эмиля Золя, входящий в двадцатитомный цикл «Ругон-Маккары». Впервые был опубликован в 1883 году.
В «Дамском счастье» продолжает развиваться линия семейства Муре, подробно описанного в романах «Завоевание Плассана» и «Накипь». Один из сыновей, Октав Муре, уезжает из Плассана сначала в Марсель, а затем в Париж. Становление молодого Октава Муре в столице и его женитьба на владелице магазина тканей и новинок, госпоже Эдуэн, становится сюжетом романа «Накипь».
Обладая неуёмной энергией и настоящим коммерческим гением, он выстраивает из заурядной мелкой лавки грандиозный флагман торговли — универсальный магазин «Дамское счастье».
В романе «Дамское счастье», однако, главным действующим лицом является не представитель семейства Муре и не род Ругон-Маккаров, а девушка Дениза Бодю, приехавшая из провинции в Париж после смерти родителей. У Денизы на руках двое младших братьев, и ей необходимо найти работу в Париже.
Октав Муре — владелец «Дамского счастья». Магазин, торгующий тканями и женскими нарядами, при нём постоянно расширяется, увеличивается количество отделов и число служащих (от 400 работников до 3000), растет ассортимент товаров. Октав руководствуется принципом, который лежит в основе новой торговли: можно продать все что угодно, если подойти к этому с умом!
Муре продает дёшево, чтобы продавать много, и продает много, чтобы продавать дёшево.
В магазине проходят постоянные распродажи, улучшается качество обслуживания и условия труда.
Персонал премируется и получает процент с продаж. Кто лучше продает, тот больше получает.
Муре уверен: «Если хотите, чтобы ваши люди работали в полную силу, да и при этом ещё и честно, нужно в первую очередь заставить их осознать собственные интересы».
Старинная мелкая торговля агонизирует именно потому, что не выдерживает конкуренции с его фирменными товарами по низким ценам.
При этом лавочник Бодю — дядюшка Денизы, владелец «Старого Эльбёфа», откровенно презирает «Дамское счастье»:
«Ну виданное ли дело — магазин новинок, где торгуют всем на свете?! Сущий базар, да и только! Тамошний персонал под стать самому Мюре — шайка бездельников: суетятся, плюют и на покупательниц, и на товары, лишь бы поскорей сбыть с рук, готовы бросить хозяина — или он их — в любой момент
(имеются в виду массовые сокращения персонала в мертвый сезон, в дальнейшем Муре при содействии Денизы откажется от этой практики) — ни привязанностей, ни соблюдения приличий, ни искусства торговли!».
Механизм новой торговли основан на непрерывном и быстром обороте капитала с помощью многократного вложения денег в товары, постоянно обновляемые в течение года. Благодаря этому прибыль магазина увеличивается с каждым годом.
Образ Муре как гения торговли окутан легендой. На фоне разоряющихся мелких лавочников он выглядит повелителем некой адской машины.
Сам Муре считает себя прежде всего торговцем, а также повелителем женщин.
Но одно не существует без другого. Любовные интриги для него — это только ступень к деловому успеху.
Он следует по пути галантного порабощения женщины. И в этом ему помогает магнетическая сила его обаяния. Он точно кюре, а его преданные клиентки — коленопреклоненные прихожанки.
Муре обладает гениальным деловым нюхом, дерзкой коммерческой фантазией и авантюризмом.
Среди компаньонов и служащих он — король-самодержец, гениальный полководец со своими солдатами, готовыми покорять новые вершины.
Каждая новая распродажа напоминает торговую вакханалию. Магазин, подобно раскаленной машине, вовлекает женщин — своих жертв — в исступленный обряд покупок, бесцеремонно опустошая их кошельки.
Женщины — только средство для реализации внутренних амбиций Муре, он не боится их.
Хотя и его компаньон Бурдонкль, и барон Хартман предостерегают его, подмечая, что «однажды они ему отомстят».
Это окажется пророчеством.
Чистая душой Дениза покорит этого неукротимого хищника.

## Сюжет
В произведении параллельно развиваются две основные линии: жизнь Денизы Бодю в Париже и монументальное полотно конкуренции маленьких лавочек с огромными универсальными магазинами, которые начали развиваться и тотчас же набирать громадную популярность. Умирание мелкой торговли «старого образца» из-за новейших коммерческих приёмов больших магазинов, описание мельчайших деталей быта нового зарождающегося класса профессиональных продавцов, интриги внутри магазина, борьба за покупательниц, финансовые приёмы, — всё это находит подробное отражение на страницах романа.
Прообразом магазина «Дамское счастье» стал реально существовавший универмаг «Бон Марше».
События романа разворачиваются предположительно в 1864—1869 годах. Двадцатилетняя Дениза Бодю приезжает из Валони в Париж с двумя младшими братьями. Однако дядя, владелец небольшой лавки тканей «Старый Эльбёф», не может их приютить, поскольку его бизнес приходит в упадок из-за соседства «Дамского счастья». Случайно она узнает, что в «Дамском счастье» открыта вакансия, и устраивается туда. В первые же месяцы службы ей приходится испытать тяжелейшую нужду и враждебность коллег. Первое время она работает бесплатно, за предоставленные ей стол и кров, поскольку в «Дамском счастье» существуют жилье и столовая для служащих. Однако жильё служащих откровенно опасно для здоровья, а еда самого скверного качества.